# (29124) 1984 SW6
(29124) 1984 SW6 là một tiểu hành tinh vành đai chính. Nó được phát hiện bởi Henri Debehogne ở Đài thiên văn La Silla ở Chile ngày 28 tháng 9 năm 1984.